# Максим Боссі
Максим Боссі (фр. Maxime Bossis, нар. 26 червня 1955, Сент-Андре-Трез-Вуа) — колишній французький футболіст, що грав на позиції захисника.
Виступав за «Нант» та «Расінг» (Париж), ставши з першим клубом триразовим чемпіоном Франції, а також національну збірну Франції, у складі якої став чемпіоном Європи.

## Клубна кар'єра
У дорослому футболі дебютував 1973 року виступами за «Нант», в якому провів дванадцять сезонів, взявши участь у 379 матчах чемпіонату. Більшість часу, проведеного у складі «Нанта», був основним гравцем захисту команди, допомігши їй за цей час виграти три чемпіонати Франції та один національний кубок. Крім цього у 1979 та 1981 роках визнавався найкращим футболістом Франції.
Протягом 1985–1989 років захищав кольори команди клубу «Расінг» (Париж).
Улітку 1991 року завершив професійну ігрову кар'єру. Останнім клубом Боссі був рідний «Нант», до якого він повернувся у 1990-му. Всього в Дивізіоні 1 провів 502 матчі.

## Виступи за збірну
27 березня 1976 року дебютував в офіційних матчах у складі національної збірної Франції в товариській грі проти збірної Чехословаччини в Парижі (2:2).
Вже за два роки Боссі був основним захисником на чемпіонаті світу 1978 року в Аргентині, зігравши у двох матчах, але французи не змогли вийти з групи.
На наступному чемпіонаті світу в Іспанії Боссі забив свій перший і єдиний гол за збірну у ворота збірної Кувейту на груповому етапі. Проте у півфіналі «мундіалю» проти збірної ФРН Боссі поховав надію «трикольорових» потрапити в фінал: в серії пенальті воротар німецької команди Гаральд Шумахер парирував удар Максима Боссі, а слідом за тим Горст Грубеш реалізував вирішальний пенальті і вивів німців у фінал. Після цього Максим, який зіграв в усіх у шести попередніх іграх збірної на турнірі, залишився у лавці запасних у програному збірній Польщі матчу за 3 місце (3:2).
Проте вже за два роки Боссі зіграв в усіх п'яти матчах збірної на домашньому чемпіонаті Європи 1984 року, здобувши титул континентального чемпіона.
Останнім турніром у футболці збірної для Максима став чемпіонату світу 1986 року у Мексиці, на якому команда здобула бронзові нагороди, а Боссі відіграв в усіх семи матчах. Виграний у збірної Бельгії матч за 3-тє місце (4:2) став для Боссі останнім у футболці збірної.
Всього протягом кар'єри у національній команді, яка тривала 11 років, провів у формі головної команди країни 76 матчів, забивши 1 гол. З 1985 по 1992 рік він був рекордсменом за кількістю матчів за національну збірну, після чого його випередив Мануель Аморос з 82 матчами. Також Боссі був рекордсменом збірної Франції за кількістю ігор на чемпіонатах світу з 15-ма матчами, поки його рекорд не був перекритий Фаб'єном Бартезом.

## Титули і досягнення

### Командні
- Чемпіон Франції: 1976–77, 1979–80, 1982–83
- Переможець Кубка Франції: 1978–79
- Переможець Кубка Альп: 1982
- Чемпіон Європи: 1984
- Переможець Кубка Артеміо Франкі: 1985
- Бронзовий призер чемпіонату світу: 1986

### Особисті
- Французький футболіст року: 1979, 1981